# На протилежному боці від добра
«На протилежному боці від добра» — роман українського письменника-дисидента Василя Рубана.

## Історія
Книга (роман) написана Василем Рубаном через декілька років після його звільнення в 1978 році з психіатричних лікарень Дніпропетровська, Казані та Глевахи, де автора лікували від свободумства.
Опублікований у 1992 році в журналі «Київ» і нагороджений «Літературною премією імені Євгена Маланюка».
У 2014 році Всеукраїнським товариством «Просвіта» ім.Тараса Шевченка роман було  номіновано на здобуття Шевченківської премії.
У 2015 році видавництвом «Ярославів Вал» роман опублікований окремою книгою разом з романом Василя Рубана «Любиш – не любиш».

## Зміст
Роман «На протилежному боці від добра» — майже автобіографічна сповідь автора про його перебування в радянських психіатричних лікарнях, про те, як залишитись людиною на боці добра, як вистояти, не втративши себе духовно, і не зламатись психічно.
Текст роману не поділений на частини (глави, розділи), проте являє собою неперервний текст-розповідь.
В романі описано побут лікарень, подана характеристики лікарів і пацієнтів, взаємодію з представниками репресивної системи держави, про зустрічі з іншими українськими дисидентами-пацієнтами психлікарень – Леонідом Плющем, Миколою Плахотнюком, Зеновієм  Красівським, Анатолієм Лупинісом, Борисом Ковгаром.

## Відгуки
Письменник Гончар Олесь:
Вночі дочитав роман Василя Рубана («На протилежному боці від добра») в журналі «Київ». Не знаю, чи це роман, чи просто автобіографічна сповідь, але річ незвичайної сили… В наш час Україна нечасто бачить людей мужніх, більше крутіїв, хитрунів …а тут просто козацька мужність. Фінальна сцена блискуча.